# Eddie Redmayne
Edward John David Redmayne (London, 1982. január 6. –) Oscar-díjas brit színész és modell.
Stephen Hawkingot alakította A mindenség elmélete című filmben, ezért az alakításért több jelentős díjjal jutalmazták 2015-ben: elnyerte a legjobb férfi színésznek járó Oscar-díjat, a legjobb férfi színésznek járó BAFTA-díjat, valamint a filmdráma kategóriában a legjobb férfi színésznek járó Golden Globe-díjat.

## Fiatalkora és tanulmányai
1982-ben született Londonban. Édesapja, Richard Redmayne vállalati pénzügyekkel foglalkozik, édesanyja, Patricia költöztető vállalatot vezet.
A Jackie Palmer Stage Schoolba járt High Wycombe-ban, majd az Eton College-ra, egyidőben Vilmos herceggel és Ivo Stourton íróval.
Művészettörténetet hallgatott a cambridge-i Trinity College-ban, ahol 2003-ban diplomázott.

## Pályafutása
Redmayne profi színészként Shakespeare Vízkeresztjében debütált 2002-ben. Több kezdőknek járó, neves színházi díjat is elnyert.
2008-ban a Burberry modellje lett.

## Filmográfia

### Film
| Év   | Magyar cím                                          | Eredeti cím                                     | Szerep                    | Magyar hang           |
| ---- | --------------------------------------------------- | ----------------------------------------------- | ------------------------- | --------------------- |
| 2006 | Like Minds – Gyilkos szándék                        | Like Minds                                      | Alex Forbes               |                       |
| 2006 | Az ügynökség                                        | The Good Shepherd                               | Edward Wilson Jr.         |                       |
| 2007 | Kegyetlen báj                                       | Savage Grace                                    | Anthony Baekeland         | Markovics Tamás       |
| 2007 | Elizabeth: Az aranykor                              | Elizabeth: The Golden Age                       | Anthony Babington         |                       |
| 2008 | Sárga zsebkendő                                     | The Yellow Handkerchief                         | Gordy                     |                       |
| 2008 | A másik Boleyn lány                                 | The Other Boleyn Girl                           | William Stafford          | Hamvas Dániel         |
| 2008 | A kék szoba                                         | Powder Blue                                     | Qwerty Doolittle          | Kolovratnik Krisztián |
| 2009 | A Dicső 39                                          | Glorious 39                                     | Ralph Keyes               | Balázs Zoltán         |
| 2010 | Fekete halál                                        | Black Death                                     | Osmund                    | Markovics Tamás       |
| 2011 | Hick                                                | Hick                                            | Eddie Kreezer             | Előd Botond           |
| 2011 | Egy hét Marilynnel                                  | My Week with Marilyn                            | Colin Clark               | Szatory Dávid         |
| 2012 | A nyomorultak                                       | Les Misérables                                  | Marius Pontmercy          | eredeti hangján       |
| 2014 | A mindenség elmélete                                | The Theory of Everything                        | Stephen Hawking           | Szatory Dávid         |
| 2015 | Jupiter felemelkedése                               | Jupiter Ascending                               | Balem Abrasax             | Rajkai Zoltán         |
| 2015 | Thomas, a gőzmozdony – Az elveszett kincs legendája | Sodor's Legend of the Lost Treasure             | Ryan (hangja)             |                       |
| 2015 | A dán lány                                          | The Danish Girl                                 | Einar Wegener / Lili Elbe | Szatory Dávid         |
| 2016 | Legendás állatok és megfigyelésük                   | Fantastic Beasts and Where to Find Them         | Göthe Salmander           | Szatory Dávid         |
| 2017 |                                                     | Lindsey Stirling: Brave Enough (dokumentumfilm) | önmaga                    |                       |
| 2018 | Ősember – Kicsi az ős, de hős!                      | Early Man                                       | Öcsi (hangja)             | Szatory Dávid         |
| 2018 | Legendás állatok: Grindelwald bűntettei             | Fantastic Beasts: The Crimes of Grindelwald     | Göthe Salmander           | Szatory Dávid         |
| 2019 | Léghajósok                                          | The Aeronauts                                   | James Glaisher            | Szatory Dávid         |
| 2020 | A chicagói 7-ek tárgyalása                          | The Trial of the Chicago 7                      | Tom Hayden                |                       |
| 2022 | Legendás állatok: Dumbledore titkai                 | Fantastic Beasts: The Secrets of Dumbledore     | Göthe Salmander           | Szatory Dávid         |
| 2022 | A másik nővér                                       | The Good Nurse                                  | Charles Cullen            | Szatory Dávid         |

### Televízió
| Év   | Magyar cím    | Eredeti cím                 | Szerep                                | Megjegyzések                               |
| ---- | ------------- | --------------------------- | ------------------------------------- | ------------------------------------------ |
| 1998 |               | Animal Ark                  | John Hardy                            | 1 epizód                                   |
| 2003 | Doktorok      | Doctors                     | Rob Huntley                           | 1 epizód                                   |
| 2005 | Elizabeth     | Elizabeth I                 | Henry Wriothesley, Southampton grófja | 1 epizód                                   |
| 2008 | Egy tiszta nő | Tess of the d'Urbervilles   | Angel Clare                           | 4 epizód                                   |
| 2010 | A katedrális  | The Pillars of the Earth    | Jankó (Jack Jackson)                  | - 8 epizód - magyar hangja: - Czető Roland |
| 2010 |               | The Miraculous Year         | Connor Lynn                           | próbaepizód (nem került adásba)            |
| 2012 | Madárdal      | Birdsong                    | Stephen Wraysford                     | - 2 epizód - magyar hangja: - Szabó Máté   |
| 2015 |               | War Art with Eddie Redmayne | önmaga                                | dokumentumsorozat                          |
| 2024 | A sakál napja | The Day of the Jackal       | A Sakál                               | minisorozat                                |

## Fontosabb díjak és jelölések
Filmes díjak
| Év   | Díj                     | Kategória                               | Jelölt mű                         | Eredmény |
| ---- | ----------------------- | --------------------------------------- | --------------------------------- | -------- |
| 2012 | BAFTA-díj               | Rising Star Award                       | Egy hét Marilynnel (2011)         | Jelölve  |
| 2013 | Screen Actors Guild-díj | Legjobb szereplőgárda (mozifilm)        | A nyomorultak (2012)              | Jelölve  |
| 2015 | Oscar-díj               | legjobb férfi főszereplő                | A mindenség elmélete (2014)       | Elnyerte |
| 2015 | Golden Globe-díj        | legjobb férfi főszereplő (filmdráma)    | A mindenség elmélete (2014)       | Elnyerte |
| 2015 | BAFTA-díj               | legjobb férfi főszereplő                | A mindenség elmélete (2014)       | Elnyerte |
| 2015 | Screen Actors Guild-díj | legjobb férfi főszereplő                | A mindenség elmélete (2014)       | Elnyerte |
| 2015 | Screen Actors Guild-díj | legjobb szereplőgárda (mozifilm)        | A mindenség elmélete (2014)       | Jelölve  |
| 2016 | Oscar-díj               | legjobb férfi főszereplő                | A dán lány (2015)                 | Jelölve  |
| 2016 | Golden Globe-díj        | legjobb férfi főszereplő– filmdráma     | A dán lány (2015)                 | Jelölve  |
| 2016 | BAFTA-díj               | legjobb férfi főszereplő                | A dán lány (2015)                 | Jelölve  |
| 2016 | Screen Actors Guild-díj | legjobb férfi főszereplő                | A dán lány (2015)                 | Jelölve  |
| 2021 | Screen Actors Guild-díj | legjobb szereplőgárda (mozifilm)        | A Chicagói 7-ek tárgyalása (2020) | Elnyerte |
| 2023 | Golden Globe-díj        | legjobb férfi mellékszereplő            | A másik nővér (2022)              | Jelölve  |
| 2023 | BAFTA-díj               | legjobb férfi mellékszereplő            | A másik nővér (2022)              | Jelölve  |
| 2023 | Screen Actors Guild-díj | legjobb férfi mellékszereplő            | A másik nővér (2022)              | Jelölve  |
| 2025 | Golden Globe-díj        | legjobb férfi főszereplő (drámasorozat) | A sakál napja (2024)              | Jelölve  |
| 2025 | Screen Actors Guild-díj | legjobb férfi főszereplő (drámasorozat) | A sakál napja (2024)              | Jelölve  |
| 2025 | Screen Actors Guild-díj | legjobb szereplőgárda                   | A sakál napja (2024)              | Jelölve  |

Színházi díjak
| Év   | Díj                  | Kategória                             | Jelölt mű                   | Eredmény |
| ---- | -------------------- | ------------------------------------- | --------------------------- | -------- |
| 2005 | Laurence Olivier-díj | legjobb mellékszereplő                | The Goat, or Who Is Sylvia? | Jelölve  |
| 2010 | Laurence Olivier-díj | legjobb férfi mellékszereplő          | Red                         | Elnyerte |
| 2010 | Tony-díj             | legjobb férfi főszereplő színdarabban | Red                         | Elnyerte |
| 2024 | Tony-díj             | legjobb férfi főszereplő              | Kabaré                      | Jelölve  |
| 2024 | Tony-díj             | legjobb musical újra a színpadon      | Kabaré                      | Jelölve  |